# Хорошово (Рамешковский район)
Хорошово  — деревня в Рамешковском районе Тверской области.

## География
Находится в восточной части Тверской области на расстоянии приблизительно 20 км на северо-восток по прямой от районного центра поселка Рамешки.

## История
Известна с 1627—1629 годов как пустошь, «что было село Хорошово». В середине XIX века Хорошово с частью земель принадлежало помещице Екатерине Григорьевне Гагариной. В 1859 году это русское владельческое сельцо, в нем 41 двор, в 1887 — 71. В советское время работали колхозы им. Буденного, «40 лет Октября» и совхоз «Заклинский». В 2001 году 11 домов принадлежали постоянным жителям, а 21 наследникам и дачникам. До 2021 года входила в состав сельского поселения Заклинье до его упразднения.

## Население
Численность населения: 339 человек (1859 год), 425 (1887), 302 (1936), 20 (1989), 18 (русские 94 %) в 2002 году, 11 в 2010.